# Олімпій Панов
Олімпій Панов (болг. Олимпий Панов; нар. 29 червня 1852, Шоп-Тараклія — пом. 6 березня 1887, Русе, Болгарія) — болгарський військовий діяч.

## Біографія

### Освіта і участь у визвольному русі
Олімпій Панов — бессарабський болгарин, уродженець села Шоп-Тараклія. Його предки (ймовірно, шопи із Західної Болгарії) емігрували до Російської імперії, рятуючись від турецького ярма.
Після Паризького договору 1856 року, яким завершилася Кримська війна, Росія поступилася Молдові частиною Південної Бессарабії — округи міст Кагул, Ізмаїл, Болград. Після цих територіальних втрат, Росія не мала доступу до стратегічно важливого гирла Дунаю. А 40 болгарських і 83 гагаузьких колоній підпали під владу Молдавського князівства, яке було турецьким васалом. Шоп-Тараклія залишилось в складі Росії. Однак, в 1858 болгарин Нікола Богоріді, за згодою молдавської влади, урочисто відкрив в Болграді гімназію «Святого Кирила і Мефодія»- і Олімпій Панов вступив туди. Закінчивши Болградську гімназію (1867), Панов продовжив освіту в Бухаресті, де закінчив Технічне дорожньо-мостове училище. У Бухаресті він познайомився з діячами болгарського національно-визвольного руху Васілом Левским, Любен Каравеловим, Ангел Кинчевим і прославленим воєводою Панайотом Хитовим. У 1872—1874 роках — член і секретар Болгарського революційного центрального комітету в Бухаресті. Збирав пам'ятки болгарського фольклору, які публікував у періодичних виданнях.
У 1876 Панов повернувся в Бухарест, де став заступником голови Болгарського центрального благодійного товариства і брав участь в наборі болгарських добровольців для участі в Сербсько-турецькій війні (сам також був добровольцем). Коли ж 12 квітня 1877 Росія оголосила війну Туреччині, Панов підписав «Заклик до болгарського народу» і сам вступив до лав ополченців.

### Військова служба
На початку Російсько-турецької війни 1877—1878 років Панов вступив до 1-ї роти Болгарського ополчення. Відзначився в битвах при Стара-Загора і Шипці, за що нагороджений Відзнакою Військового ордена (Георгіївським хрестом) 4-го ступеня.
Панов закінчив Михайлівську артилерійську академію в Санкт-Петербурзі. З 1883 служив в 12-й батареї, з 1884 — ад'ютант начальника артилерії Болгарської армії, потім командир 5-ї батареї в 1-му артилерійському полку. Після об'єднання Болгарського князівства та Східної Румелії в 1885 російські офіцери, які займали командні пости в Болгарської армії, на вимогу Олександра III, покинули країну. А капітан Панов став начальником артилерії. Під час Сербсько-болгарської війни 1885 року керував успішним перегрупуванням сил нечисленної Болгарської армії, а потім командував військами, що отримали перемогу в битві при Сливниці, яка вирішила результат війни.

## Звання
- З 21 лютого 1878 — прапорщик.
- З 1879 — підпоручик.
- З 24 грудня 1881 — поручик.
- З грудня 1884 — капітан.
- З 25 лютого 1886 — майор.

## Нагороди
- Орден «За хоробрість» 2-го ступеня.
- Георгіївський хрест 4-го ступеня.